# القزم الأسود
القزم الأسود (بالإنجليزية: The Black Dwarf)‏ هي رواية بقلم والتر سكوت جزء من "حكايات عن مالك الأرض"، والتي نشرت مع الوفيات القديمة في 2 ديسمبر 1816 من قبل ويليام بلاكوود في أدنبرة، وجون موراي في لندن. في الأصل كانت أربعة مجلدات من تروي قصصا منفصلة، ولكن رواية الوفيات شغلت ثلاثة منها.